# Clodoaldo Silva
Clodoaldo Silva (Natal, 1º febbraio 1979) è un nuotatore paralimpico brasiliano.

## Biografia
Silva è affetto da paralisi cerebrale e ha iniziato a nuotare nel 1996 come parte della sua riabilitazione. È sposato e ha una figlia Anita.

## Carriera
Ha gareggiato alle Paralimpiadi estive del 2000 di Sydney vincendo tre medaglie d'argento e una di bronzo. Ha partecipato alle Paralimpiadi estive del 2004 ad Atene dove ha stabilito quattro record mondiali, cinque record paralimpici e vinto sei medaglie d'oro e una d'argento. Ha anche rappresentato il Brasile alle Paralimpiadi del 2008, 2012 e 2016.
Nel 2005, gli è stato conferito il premio come miglior atleta maschile dal Comitato paralimpico internazionale, mentre il premio come miglior atleta femminile è andato alla giapponese Mayumi Narita.
Clodoaldo Silva è stato anche l'ultimo tedoforo che ha acceso il braciere paralimpico alla cerimonia di apertura delle Paralimpiadi.

## Palmarès

### Giochi paralimpici
| Anno | Manifestazione                 | Sede           | Evento                                              | Risultato | Note |
| ---- | ------------------------------ | -------------- | --------------------------------------------------- | --------- | ---- |
| 2000 | XI Giochi paralimpici estivi   | Sydney         | 100 metri stile libero classe S4                    | Argento   |      |
| 2000 | XI Giochi paralimpici estivi   | Sydney         | Staffetta 4x50 metri stile libero classe - 20 punti | Argento   |      |
| 2000 | XI Giochi paralimpici estivi   | Sydney         | Staffetta 4x50 metri stile libero classe S4         | Argento   |      |
| 2000 | XI Giochi paralimpici estivi   | Sydney         | 50 metri stile libero                               | Bronzo    |      |
| 2004 | XII Giochi paralimpici estivi  | Atene          | 50 metri stile libero classe S4                     | Oro       |      |
| 2004 | XII Giochi paralimpici estivi  | Atene          | 100 metri stile libero classe S4                    | Oro       |      |
| 2004 | XII Giochi paralimpici estivi  | Atene          | 200 metri stile libero classe S4                    | Oro       |      |
| 2004 | XII Giochi paralimpici estivi  | Atene          | 50 metri farfalla classe S4                         | Oro       |      |
| 2004 | XII Giochi paralimpici estivi  | Atene          | 150 metri individuale misto classe SM4              | Oro       |      |
| 2004 | XII Giochi paralimpici estivi  | Atene          | Staffetta 4x50 metri misto - 20 punti               | Oro       |      |
| 2004 | XII Giochi paralimpici estivi  | Atene          | Staffetta 4x50 metri stile libero - 20 punti        | Argento   |      |
| 2008 | XIII Giochi paralimpici estivi | Pechino        | Staffetta 4x50 metri stile libero - 20 punti        | Bronzo    |      |
| 2016 | XV Giochi paralimpici estivi   | Rio de Janeiro | Staffetta 4x50 metri stile libero - 20 punti        | Argento   |      |

### Mondiali
| Anno | Manifestazione               | Sede      | Evento                                       | Risultato | Note |
| ---- | ---------------------------- | --------- | -------------------------------------------- | --------- | ---- |
| 2010 | Campionati mondiali di nuoto | Eindhoven | Staffetta 4x50 metri stile libero - 20 punti | Oro       |      |
| 2013 | Campionati mondiali di nuoto | Montreal  | Staffetta 4x50 metri stile libero - 20 punti | Oro       |      |
| 2015 | Campionati mondiali di nuoto | Glasgow   | Staffetta 4x50 metri stile libero - 20 punti | Oro       |      |

### Giochi parapanamericani
| Anno | Manifestazione          | Sede          | Evento                                 | Risultato | Note |
| ---- | ----------------------- | ------------- | -------------------------------------- | --------- | ---- |
| 2003 | Giochi parapanamericani | Mar del Plata | 50 metri stile libero classe S4        | Oro       |      |
| 2003 | Giochi parapanamericani | Mar del Plata | 100 metri stile libero classe S4       | Oro       |      |
| 2003 | Giochi parapanamericani | Mar del Plata | 200 metri stile libero classe S4       | Oro       |      |
| 2003 | Giochi parapanamericani | Mar del Plata | 150 metri individuale misto classe SM4 | Oro       |      |
| 2003 | Giochi parapanamericani | Mar del Plata | 50 metri rana classe S4                | Argento   |      |
| 2011 | Giochi parapanamericani | Guadalajara   | Staffetta 4x50 metri stile libero      | Oro       |      |
| 2011 | Giochi parapanamericani | Guadalajara   | Staffetta 4x50 metri misto             | Oro       |      |
| 2011 | Giochi parapanamericani | Guadalajara   | 50 metri stile libero classe S5        | Argento   |      |
| 2011 | Giochi parapanamericani | Guadalajara   | 100 metri stile libero classe S5       | Argento   |      |
| 2011 | Giochi parapanamericani | Guadalajara   | 200 metri stile libero classe S5       | Argento   |      |
| 2011 | Giochi parapanamericani | Guadalajara   | 50 metri farfalla classe S5            | Argento   |      |
| 2015 | Giochi parapanamericani | Toronto       | 50 metri stile libero classe S5        | Argento   |      |
| 2015 | Giochi parapanamericani | Toronto       | 100 metri stile libero classe S5       | Argento   |      |
| 2015 | Giochi parapanamericani | Toronto       | 200 metri stile libero classe S5       | Argento   |      |